# 白塔埠镇
白塔埠镇，是中华人民共和国江苏省连云港市东海县下辖的一个乡镇级行政单位。

## 行政区划
白塔埠镇下辖以下地区：
白塔村、于庄村、王小埠村、东埠后村、西埠后村、城后村、前营村、沈园村、新元村、徐圩村、前塘村、前圩村和山北头村。